# باول (كاهن)
باول هو كاهن كازاخستاني، ولد في 19 فبراير 1952 في قراغندي في كازاخستان.